# Pterygoneurum compactum
Pterygoneurum compactum là một loài rêu trong họ Pottiaceae. Loài này được Cano, J. Guerra & Ros mô tả khoa học đầu tiên năm 1994.